# Parque nacional de Rāzna
El Parque nacional de Rāzna (en letón: Rāznas nacionālais parks) es un parque nacional en la región de Latgale, en el este del país europeo de Letonia. Fue establecido en el año 2007 y cubre un área de 596,15 kilómetros cuadrados (205 millas cuadradas).
Fue creado para proteger el lago Razna, el segundo lago más grande de Letonia, y las áreas circundantes.